# Английски фолклор
Английският фолклор изобилства от всички типични форми: полумистични, полуисторически, съвременни градски митове и криптозоология.

## Дялове
Тъй като не всички легенди са разпространени в цяла Англия, повечето от тях могат да бъдат разпределени спрямо областите на страната:
- Фолклор на Англия
- Фолклор на Източна Англия
- Фолклор на Лондон И Югоизточна Англия
- Фолклор на Мидландс (Средна Англия)
- Фолклор на Североизточна Англия
- Фолклор на Северозападна Англия
- Фолклор на Югозападна Англия
- Фолклор на Западната провинция
- Песенен фолклор